# 글로브 트레커
《글로브 트레커》(영어: Globe Trekker)는 1994년부터 방영중인 여행 프로그램이다.

## 사회자
- 크리스티나 창
- 브래들리 쿠퍼
- 타일러 플로렌스
- 파드마 락슈미